# Metopius edwardsii
Metopius edwardsii là một loài tò vò trong họ Ichneumonidae.